# 最初のワルプルギスの夜
『最初のワルプルギスの夜』（独: Die erste Walpurgisnacht）作品60、MWV.D3は、ヨハン・ヴォルフガング・フォン・ゲーテの詞をもとにフェリックス・メンデルスゾーンが作曲した、4人の独唱・混声合唱・管弦楽のためのカンタータ。

## 概要
ゲーテは1799年に作詞を行い、カール・フリードリヒ・ツェルターに作曲を依頼した。歌詞は5月の森の中で祭儀を行うドルイドが、キリスト教の聖職者に邪魔をされないために人々に悪魔の扮装をさせ、キリスト教徒は狼男やドラゴン女たちを見て震え上がるという内容だった。ツェルターはいったん引き受けたが、作曲することのないまま放置された。ツェルターの門弟のメンデルスゾーンはこの曲の作曲の許可を求める手紙をワイマールのゲーテに対して書き、ゲーテは快く許可している。
メンデルスゾーンはカンタータを6曲ほど作曲しているが、そのうち2曲に作品番号が与えられており、1曲がこのカンタータ、もう1曲が『芸術家たちに』作品68である。このカンタータの初稿は1830年10月にローマで作曲を開始、翌1831年7月15日にミラノでほぼ書き上げられ、1832年2月13日に全曲が完成した。初演は1833年1月10日にベルリンのジングアカデミーにて行われたが、ゲーテ本人は1832年に没してしまい、曲を聞くことはなかった。その後一部改訂を施し、1843年2月2日にライプツィヒのゲヴァントハウスでも行われている。

## 楽器編成
ピッコロ、フルート2、オーボエ2、クラリネット2、ファゴット2、ホルン2、トランペット2、トロンボーン3、ティンパニ（1対）、大太鼓、シンバル、弦5部

### 声楽
アルト、テノール、バリトン、バス、混声合唱

## 作品構成
序曲と9曲から構成され、更に序曲は2つの部分からなる。演奏時間は約33分。
- 序曲（1.悪天候 2.春への移行）
- 第1曲 5月はほほえむ
- 第2曲 あなた方はいとも大胆に振舞えますか
- 第3曲 今日、いけにえを捧げるのを畏れる者は
- 第4曲 男たちよ、ここに散らばれ!
- 第5曲 この愚かなキリスト教の僧たちを
- 第6曲 見張りたちの合唱
- 第7曲 万物の神を夜に密やかに崇めるのに相応しく
- 第8曲 助けてくれ、助けてくれ、戦友よ!
- 第9曲 煙は炎によって清められるごとく